# Appledore 300
Der Mehrzweck-Containerschiffstyp Appledore 300 wurde in einer Serie von fünf plus zwei Einheiten gebaut.

## Geschichte
Die Baureihe Appledore 300 der Werft Appledore Shipbuilders in Appledore wurde in den Jahren 1978 bis 1981 in fünf Einheiten für den Mittelmeerdienst der Reederei Ellerman City Liners gebaut. Die finanzielle Abwicklung des rund 20 Millionen Pfund teuren Bauauftrags wurde über Londoner Gesellschaften wie Finance for Shipping Ltd., Lloyd’s Leasing Ltd. oder Container Rentals Ltd. abgewickelt, die auch Eigner der fünf Schiffe blieben.
Zwei nahezu baugleiche Schiffe wurden etwa zeitgleich bei Swan Hunter in High Walker für den Mittelmeerdienst der Prince Line gebaut. Die Bereederung dieser beiden Einheiten wurde über die Shaw, Savill & Albion Steamship Company abgewickelt.

## Technik
Die Schiffe sind als Mehrzweck-Containerschiffe mit ganz achtern angeordnetem Deckshaus ausgelegt. In der Hauptsache wurden sie im Containertransport eingesetzt. Die Kapazität beträgt 300 TEU. Die Schiffe der Serie verfügen über Ponton-Lukendeckel.
Der Antrieb der Schiffe besteht aus einem Dreizylinder-Doxford-Gegenkolbenmotor-Zweitakt-Dieselmotor des Typs 58JS3 mit einer Leistung von 3730 kW. Der Motor treibt den Festpropeller an und ermöglicht eine Geschwindigkeit von 14,5 Knoten. Weiterhin stehen drei Hilfsdiesel des Herstellers Mirrlees und ein Notdiesel-Generator zur Verfügung. Die An- und Ablegemanöver wurden durch ein Bugstrahlruder unterstützt.

## Bauliste
| Appledore 300      | Appledore 300      | Appledore 300 | Appledore 300      | Appledore 300 |
| Bauname            | Bauwerft Baunummer | IMO- Nummer   | Ablieferung        | Umbenennungen und Verbleib |
| ------------------ | ------------------ | ------------- | ------------------ | --- |
| City of Plymouth   | Appledore/121      | 7702542       | 17. November 1978  | 1993 Cervantes, 1996 City of Lisbon, 1998 Pacheco, 2007 Pacheco-1, 2009 Sarah Hanem, am 20. August 2009 auf einer Reise von Sharjah nach Bosaso mit Stückgut vor Jemen gesunken                                                                                                 |
| City of Perth      | Appledore/122      | 7702530       | 23. Februar 1979   | 1985 City of Lisbon, 1988 Erka Sun, 1998 Sinar Bandung, 1999 Erka Sun, 2000 CTE Tarragona, 2001 Erka Sun, ab 27. Juli 2003 in Alang verschrottet |
| City of Hartlepool | Appledore/123      | 7709980       | 23. Mai 1979       | 1984 Laxfoss, 1985 City of Manchester, 2007 City, 2008 Umbau zum Stückgutschiff Zeeland, 2009 Golden Bay, ab 13. Oktober 2011 in Chittagong verschrottet |
| City of Ipswich    | Appledore/124      | 7715381       | 19. Juli 1979      | 1981 Manchester Fulmar, 1983 City of Ipswich, 1984 Liverpool Star, 1991 City of Ipswich, 1991 Pellmariner, Am 26. Juli 1999 auf einer Reise von Heraklion nach Gemlik mit Containern im dichten Nebel mit der Pelranger kollidiert und auf Position 39,48°N; 025,51°E gesunken. |
| City of Oxford     | Appledore/125      | 7715393       | 21. Mai 1981       | 1983 Barkafoss, 1987 Oxford, 1993 Norasia Malacca, 1994 Hyundai Malacca, 1996 Hub Melaka, 1996 Melaka, 2005 JTS Sentosa, 2006 Systemindo Perdana, so in Fahrt |
| Crown Prince       | Swan Hunter/104    | 7715446       | 29. März 1979      | 1983 Manchester Crown, 1985 Thai Amber, 1988 OOCL Advance, 1993 HMM Advance, 1994 OOCL Advance, 1994 Jin Fa, ab 5. November 1999 in Mumbai verschrottet |
| Royal Prince       | Swan Hunter/105    | 7715458       | 15. September 1979 | 1984 City of Oporto, 1985 Royal Prince, 1985 Thai Jade, 1989 OOCL Ambition, 1993 Host Country, 1996 Jin Zhan, 1998 Xiang Shan, 2001 Yong He, 2004 Le Yu Quan, 2007 Quan, ab 24. März 2007 in Chittagong verschrottet                                                            |
| Daten: Miramar     |                    |               |                    | |